# Paulina Guba
Paulina Guba (Otwock, 14 de mayo de 1991) es una deportista polaca que compite en atletismo. Ganó una medalla de oro en el Campeonato Europeo de Atletismo de 2018, en el lanzamiento de peso.

## Palmarés internacional
| Campeonato Europeo | Campeonato Europeo | Campeonato Europeo | Campeonato Europeo |
| Año                | Lugar              | Medalla            | Prueba             |
| ------------------ | ------------------ | ------------------ | ------------------ |
| 2018               | Berlín (Alemania)  | Medalla de oro     | Peso               |